# Janusz Korczak
Janusz Korczak (egentligen Henryk Goldszmit), född 22 juli 1878 i Warszawa, Polen, död 5 augusti 1942 i Treblinka, var en polsk-judisk läkare, författare och barnpedagog. Under sin livstid var han även känd under pseudonymen Gamle doktorn.
Pseudonymen Janusz Korczak använde han för första gången vid en litterär tävling 1898. Han fortsatte skriva såväl skönlitteratur som böcker om pedagogik under det namnet och antog det så småningom.
Janusz Korczak var en föregångare i arbetet för barnens rättigheter, en nyskapande pedagog och författare till böcker och artiklar om uppfostran i teori och praktik. Korczak var även pionjär för forskningen om barns utveckling och beteendeproblem och om barnpsykologi. En av hans djärva idéer var att inrätta en barnens egen domstol på de två barnhem han var chef för. I domstolen dömde barnen själva i frågor om brott mot barnhemmets regler. Både barnen och personalen på hemmet kunde ställas inför rätta. ”Denna fantastiska människa hade modet att lita på de barn och ungdomar han arbetade med, han till och med anförtrodde dem disciplinfrågor och mycket svåra frågor som krävde mycket stort ansvar”, skrev den schweiziske barnpsykologen Jean Piaget efter ett besök på Korczaks barnhem. Det var också Janusz Korczak som grundade den första tidning någonsin som bestod enbart av bidrag inskickade av barn – Mały Przegląd.
Korczak drev ett barnhem i Warszawas getto och fördes 1942 tillsammans med barnen till förintelselägret Treblinka.

## Biografi

### Ungdom och skolgång
Janusz Korczak föddes i Warszawa i en poloniserad judisk familj som son till advokaten Józef Goldszmit (1844–1896) och Cecylia, f. Gębicka (1853/1854-1920). Hans födelseår är osäkert (1878 eller 1879) eftersom födelseattesten är försvunnen.
Familjen Goldszmit hade en god ekonomisk ställning som dock försämrades när fadern drabbades av psykisk sjukdom. I början av 1890-talet togs han för första gången in på en psykiatrisk klinik och avled 1896. Efter faderns död började sonen Henryk som 17-18-årig gymnasieelev att ge privatlektioner till andra barn för att hjälpa till att försörja familjen, medan modern hyrde ut rum till inneboende i deras lägenhet i Warszawa. Som tjugoåring tog Henryk Goldszmit studentexamen.
Den unge Goldszmit/Korczak läste mycket. Många år senare, i en dagbok han skrev i gettot, minns han: ”jag drabbades av läsandets raseri, ett vansinne. Världen försvann ur min åsyn, bara boken existerade.” 1898 började han studera till läkare vid Kejserliga universitet i Warszawa. Sommaren 1899 reste han för första gången utomlands, till Schweiz, där han bland annat fick kontakt med pedagogen Johann Heinrich Pestalozzis verksamhet. Under studietiden fick han även egen erfarenhet av människornas liv i Warszawas fattiga arbetarkvarter.

### Läkaren
I mars 1905 fick Henryk Goldszmit sitt examensbevis som läkare. I juni samma år blev han inkallad till den kejserliga ryska armén som militärläkare och deltog i rysk-japanska kriget. (Vid denna tid hörde östra Polen, däribland Warszawa, till Ryska imperiet.) Han tjänstgjorde i Harbin och lärde sig kinesiska av de manchuriska barnen. 1906 återvände han till Warszawa. Åren 1905–1912 var han anställd som barnläkare vid Berson- och Baumansjukhuset. I sitt arbete som läkare besökte han gärna de proletära delarna av staden och tog ofta bara symboliskt betalt av sina fattiga patienter, eller gav dem rentav pengar till mediciner. I stället krävde han desto högre arvoden av de mer välbeställda patienterna.
1907–1910 (eller 1911) vistades Korczak periodvis utomlands, i Berlin, Paris och London, där han vidareutbildade sig genom att gå på föreläsningar, praktisera på barnkliniker och besöka vårdinrättningar. Senare skrev Korczak att det var i London han fattade beslutet att inte skaffa sig någon egen familj för att helhjärtat kunna ”tjäna barnen och deras sak”. Under denna tid var han aktiv i samhällsfrågor, bland annat var han medlem i en förening för barnkolonier och deltog som ledare vid barnkolonier för judiska och polska barn. 1906 gav han ut boken Dziecko salonu (Salongens barn) som fick ett gott mottagande av både läsare och kritik. Tack vare böckernas popularitet blev Janusz Korczak vid denna tid en eftersökt barnläkare. 1909 blev han medlem av den judiska föreningen ”Pomoc dla Sierot” (Hjälp till föräldralösa) som några år senare byggde ett eget barnhem, ”Dom sierot” (De föräldralösas hus), där Korczak blev chef. Under första världskriget inkallades han åter till tsarens armé där han först blev läkare vid ett militärsjukhus i Ukraina och senare vid ett barnhem utanför Kiev. Efter avslutad militärtjänst tog han avsked som kapten och återvände 1918 till Warszawa. Efter att Polen utropat sin självständighet i november 1918 inkallades Korczak åter till armén, denna gång i den återfödda polska statens krigsmakt. Under det polsk-sovjetiska kriget 1919–1921 tjänstgjorde han på fältsjukhus i Łódź och Warszawa och befordrades till major.

### Pedagogen
Redan i sin ungdom var Janusz Korczak intresserad av pedagogik. Han påverkades av idéer och erfarenheter från den så kallade ”nya barnuppfostran”, av progressiva pedagogiska teorier hos till exempel John Dewey och av pedagoger som Degroly, Montessori, Pestalozzi, Spencer och Fröbel. Han kände också till Tolstojs pedagogiska tankar och underströk behovet av dialog med barnen.
Korczak skrev och föreläste om barnuppfostran och pedagogik, bland annat på flera polska universitet och lärarhögskolor. De egna erfarenheterna av ämnet kom från arbetet som privatlärare i ungdomen, tiden som social aktivist och arbetet med barnhemmen Dom Sierot och Nasz Dom (Vårt hus). Korczak talade för barnens frigörelse, självbestämmande och rättigheter. På hans barnhem tillämpades demokratiska principer, bland annat styrdes de till stor del av barnen själva. ”Ett barn förstår och resonerar som en vuxen – det saknar bara den vuxnes erfarenhetsbagage”, menade han.
”Mały Przegląd”, en tidning som gjordes av och för barn, var barnens eget forum. Tidningen var ett sätt att odla nya talanger och ett viktigt verktyg för assimilation av de judiska barnen, särskilt från ortodoxt religiösa familjer. Som läkare var Korczak för resocialisering och en komplex och modern omsorg om barn från samhällets marginaler. Ett barns plats var bland sina jämnåriga, ansåg han, inte i hemmets lugna vrå. Barnens tankar och framväxande åsikter skulle stötas och blötas mot andra så att de kunde genomgå en socialisationsprocess och förbereda sig för vuxenlivet. Hans strävan var att ge barnen en uppväxt fri från bekymmer - vilket inte betyder fri från plikter. Barnen skulle ges tillfälle att själva uppleva och förstå olika situationer och dra egna slutsatser för framtida bruk. ”Det finns inga barn – de är människor”, skrev han.
Alla barn som var hans patienter eller bodde på hans barnhem var hans egna barn, ansåg Janusz Korczak. Den inställningen genomsyrade allt han senare gjorde och tillät honom inte att till exempel behandla en liten grupp favoritelever bättre än andra. Korczak accepterade inte heller den traditionella, konservativa synen bland både kristna och judar på familjen som samhällets grundval.

### Viktigaste pedagogiska idéer
Korczaks viktigaste pedagogiska idéer var:
- Nej till våld, fysiskt såväl som psykiskt. Varken högre ålder eller högre position i samhällshierarkin ger rätt att utöva våld.
- Interaktiv uppfostran där vuxna och barn samverkar, vilket vidgar den klassiska definitionen av pedagogik.
- Barnet är en mänsklig varelse lika mycket som den vuxne
- Uppfostran ska ta hänsyn till varje barns individualitet
- Barnet känner själv bäst sina egna behov, strävanden och känslor och har rätten att bli lyssnad på av de vuxna.
- Barnet har rätt till respekt, till att inte veta och att misslyckas, till privatliv, egna åsikter och egendom.
- Barnets utvecklingsprocess måste erkännas som ett svårt arbete

### Nutida syn på Korczak
Janusz Korczak nämns ofta som föregångare till nutida pedagogiska inriktningar och hans tankar om barnens rättigheter är en utgångspunkt för många nutida skribenter. ”Reformera världen – det betyder att reformera uppfostran” - ansåg Korczak.
Korczak ses som en pionjär för den pedagogiska inriktning som i den anglosaxiska världen brukar kallas ”moral education” och på svenska ibland ”värdepedagogik”. Han skapade dock aldrig själv någon systematisk teori. De nyskapande idéerna byggde på hans egen praktik. Han var motståndare till doktriner i pedagogiken, även om han var väl orienterad i sin tids pedagogiska och psykologiska strömningar. Enligt Korczakmedarbetaren Igor Newerly identifierade sig Korczak inte med någon speciell politisk ideologi eller pedagogisk doktrin.
Trots detta pekar man alltså ofta på Korczak som föregångare till olika pedagogiska inriktningar. Lawrence Kohlberg hävdar att hans begrepp ”just community” (rättvis gemenskap) bygger på Korczaks praktik. Det har också sagts att Korczak och Paolo Freire har liknande åsikter om dialogpedagogik och demokrati i skolan. Anhängare till kärlekens pedagogik (”pedagogical love”) baserar sin teori på Korczaks modell för relationen mellan lärare och elev. Andra författare finner hos Korczak och Martin Buber början till inriktningen ”religiös uppfostran”. Även i de nutida principerna om ”normalisering och integrering” som grund för samhällets omsorger om förståndshandikappade går Korczaks idéer igen. Hans tankar om barnuppfostran hade inflytande på efterkrigstidens strävan till kodifiering av barnens rättigheter. Polen deltog aktivt i arbetet med Deklarationen om barnens rättigheter från 1959 och tog initiativ till Konventionen om barnens rättigheter som antogs av FN:s generalförsamling 1989.

### Barnhemmen
Tillsammans med Stefania Wilczyńska, som skulle förbli hans nära medarbetare ända till slutet, grundade Janusz Korczak Dom Sierot, ”De föräldralösas hus”. Det var ett hem för judiska barn i Warszawa som drevs av den judiska föreningen ”Hjälp till föräldralösa”. Dom Sierot låg vid nuvarande Jaktorowskagatan 6 i Warszawa. Hemmet öppnade i oktober 1912 och Korczak blev dess chef. Stefania Wilczyńska, kallad Fröken Stefa, blev föreståndare. Korczak var chef för barnhemmet i 30 år. I början av november 1940  flyttades barnhemmet till Warszawas getto enligt order från den tyska ockupationsmakten.
1919 öppnade Korczak en andra institution – Nasz Dom (Vårt hus), ett hem för icke-judiska barn. Han drev det tillsammans med läraren och pedagogen Maria Falska, som han lärt känna när han arbetade på ett barnhem i Ukraina. Samarbetet med Falska varade till 1936.
Även i Nasz Dom användes Korczaks nya pedagogiska metoder. Båda barnhemmen, avsedda för barn mellan 7 och 14 år, organiserades som självstyrande minisamhällen med egna institutioner som parlament, domstol, tidning, notarie, lånekassa och ett system för arbetsfördelning,.
För sin barnhemsverksamhet tilldelades Korczak 1926 Officerskorset av orden Polonia Restituta.

### Författaren, skribenten, radiomannen
Janusz Korczak debuterade 1896 i den satiriska veckotidningen Kolce (”Törnen”). Som läroverkselev kunde han inte officiellt medverka i pressen, därför skrev han under pseudonymen Hen. Senare använde han även andra synonymer som Hen-Ryk, Hagot, Gamle doktorn. Pseudonymen Janasz Korczak, senare ändrad till Janusz Korczak, kom från en roman av författaren J I Kraszewski. Första gången han använde den var 1898 när han skickade in en teaterpjäs till en dramatiktävling. Åren 1898–1901 skrev han i tidskriften Czytelnia dla Wszystkich (”Läsesal för alla”). Redan år 1900 använde han regelbundet namnet Janusz Korczak, även när han undertecknade privatbrev, men fortsatte också att skriva under de andra pseudonymerna. Exempelvis medarbetade han i Kolce som Hen-Ryk. 1904 började han skriva kåserier och redan året efter gavs hans samlade kåserier ut i bokform.
Korczak hann skriva sammanlagt 24 böcker och fler än 1400 kortare texter till tidningar och tidskrifter. Ganska få av dem finns bevarade – omkring 300 handskrivna och maskinskrivna texter, däribland brev. Bland de viktigaste pedagogiska arbetena finns:  Jak kochać dziecko (1920, svensk översättning av Ros Mari Hartman och Mira Teeman, Hur man älskar ett barn, 1992); Momenty wychowawcze ("Pedagogiska ögonblick", 1924); Kiedy znów będę mały (1925, svensk översättning av Lisa Mendoza Åsberg, Liten igen, 2007); Prawo dziecka do szacunku (1929, svensk översättning av Ros Mari Hartman, Barnets rätt till respekt, 1988); Pedagogika żartobliwa ("Skämtsam pedagogik", 1939). Han skrev även barnböcker. Särskilt populära blev böckerna om kung Mattias som har översatts till över 20 språk: Król Maciuś Pierwszy (1923, svensk översättning av Mira Teeman, Lille kung Mattias, 1974), och Król Maciuś na wyspie bezludnej ("Kung Mattias på den obebodda ön", 1923). Dessutom bland annat Bankructwo małego Dżeka ("Lille Jacks konkurs", 1924), Prawidła życia ("Livets regler", 1930) och Kajtuś Czarodziej ("Kajetan trollkarl", 1935).
1937 tilldelades Janusz Korczak Polska akademins pris Gyllene akademiska lagerkransen för sin litterära verksamhet. Under andra världskriget skrev han en dagbok som är en viktig ögonvittnesskildring från livet i gettot.
Mycket nyskapande för sin tid var barn- och ungdomstidningen Mały Przegląd, den första polska tidning som skrevs av barn. Tidningen kom ut varannan vecka under åren 1926-1939 som bilaga till dagstidningen Nasz Przegląd. Från 1930 var författaren Jerzy Abramow, senare känd som Igor Newerly, redaktör för tidningen. Han var även Korczaks sekreterare och verkade efter kriget för att sprida kännedom om hans verk, bland annat skrev han en Korczakbiografi. Tidningen fortsatte att komma ut trots den ökande antisemitismen, intoleransen och etniska segregationen i 1930-talets Polen.
Den kände pedagogen framträdde även, under pseudonymen Stary Doktor ("Gamle doktorn"), i en serie radioprogram där han talade till barn på ett enkelt sätt om viktiga saker. 1936 stoppades hans radioprogram efter antisemitiska påtryckningar på radioledningen. Två år senare återvände dock Korczak till radion och talade även till de polska lyssnarna under de första dagarna i september 1939 när Hitlertyskland invaderade Polen.

### Andra världskriget, gettot och den sista marschen
Som polsk arméofficer anmälde sig Janusz Korczak vid krigsutbrottet frivilligt till tjänstgöring men togs inte emot på grund av sin ålder. Han fortsatte dock att bära polsk arméuniform under den tyska ockupationen. Han godtog inte heller den nazistiska ordern att judar måste bära Davidsstjärnan eftersom han ansåg att det vanhelgade symbolen. Det sista knappa året av sitt liv tillbringade han i Warszawas getto. Igor Newerly försökte ordna fram falska ariska identitetspapper åt honom men Korczak vägrade lämna gettot. Under denna tid började han återigen att skriva på den dagbok som han hade påbörjat 1939. Den sista anteckningen kommer från 4 augusti 1942. 1958 gavs dagboken för första gången ut i tryckt form.
Morgonen den 5 augusti 1942 omringades den mindre av gettots två separata delar (”Lilla gettot”) av SS-förband och ukrainska och lettiska polisstyrkor. Det var ett led i den så kallade Grossaktion, alltså den viktigaste etappen i nazisternas likvidering av gettots invånare. Vid denna tid avvisade Korczak än en gång förslag om att smuggla ut honom ur gettot. Han ville helt enkelt inte lämna sina barn och anställda. På dagen för deportationen ledde Korczak en marsch till Umschlagplatz, det torg varifrån transporterna till koncentrationslägren utgick. I marschen deltog omkring 200 barn och några tiotal ur barnhemspersonalen, däribland Stefania Wilczyńska. Denna sista marsch är en av de legendariska händelserna i andra världskrigets Polen och har beskrivits i många ögonvittnesskildringar, som dock ibland skiljer sig avsevärt från varandra.
”Jag vill inte vara någon bildstormare eller störta piedestaler, men jag måste beskriva vad det var jag såg. Atmosfären präglades av enorm förlamning, automatism, apati. Jag märkte ingen uppståndelse över att det var Korczak som gick där, ingen gjorde honnör (som vissa beskriver det), ingen representant från Judenrat försökte ingripa – ingen kom fram till Korczak. Inga gester, ingen sång, inga stolt lyfta huvuden, jag minns inte om någon bar barnhemmets standar, men folk säger det. Där rådde en hemsk, utmattad tystnad (...) Något av barnen höll Korczak i rockskörten, kanske i handen, de gick som i trans. Jag följde dem ända fram till porten till Umschlagplatz...” [Översatt ur en artikel i tidningen Tygodnik Powszechny nr 45 1988.]
Enligt andra versioner marscherade barnen fyra och fyra och bar en flagga med kung Mattias I, huvudpersonen i en av Korczaks populäraste berättelser. Varje barn hade med sig sin favoritleksak eller bok. En av pojkarna längst fram i tåget spelade fiol. Ukrainarna och SS-männen slog med piskor och sköt över huvudet på barnen trots att tåget leddes av en av deras egna, som tydligen kände något slags sympati för barnen. [Detta enligt skildringar av Władysław Szpilman och Joshua Perle.]
Janusz Korczak dödades 1942 tillsammans med sina barn i förintelselägret Treblinka. 1948 tilldelades han postumt Riddarkorset av orden Polonia Restituta.

### Etnisk identitet
Janusz Korczak såg sig som både jude och polack och verkade för ett närmande mellan de båda folken. Han skrev på polska som också var hans modersmål. Det vanligaste språket bland Polens judar, jiddisch, förstod han bara lite av och detta endast tack vare sina kunskaper i tyska. När han på trettiotalet blev intresserad av den sionistiska rörelsen - han samarbetade då med sionistiska ungdomsorganisationer och deltog i deras seminarier - började han också lära sig hebreiska. Under denna tid upplevde han en kris i både yrkes- och privatlivet. Två resor till Palestina 1934 och 1936 hjälpte honom att komma ur den. Enligt sina egna ord gjorde han resorna för att ”suga i mig historien, finna stöd för betraktelser över nutiden och - ja faktiskt - sträcka mig efter framtiden.”

## Utmärkelser
Asteroiden 2163 Korczak är uppkallad efter honom.

## Filmer
- ”Sie sind frei, Doktor Korczak” – tysk film från 1975 i regi av Alexander Ford. Filmen handlar om hans sista år i livet. Janusz Korczak spelas av Leo Glenn.
- ”Korczak” – polsk film från 1990 i regi av Andrzej Wajda, manus av Agnieszka Holland. Här skildras Korczaks hela liv och fragmentariskt även nazisternas mord på barnhemsbarnen och personalen. Korczak spelas av Wojciech Pszoniak.